# ترافيس دين
ترافيس دين (بالإنجليزية: Travis Dean)‏ (1 فبراير 1992 في أستراليا - ) هو لاعب كريكت أسترالي. لعب مع فريق فكتوريا للكريكت وميلبورن ستارز ‏.

## وصلات خارجية
- ترافيس دين على موقع إي آس بي آن كريك إنفو (الإنجليزية)